# Ivan Firer
Ivan Firer (ur. 19 listopada 1984 w Celje) – słoweński piłkarz grający w klubie NK Celje na pozycji napastnika
Najwięcej występów zaliczył w Rudarze Velenje – asystował 13 razy i strzelił 18 goli.